# Андријана
Андријана је женско име које се среће међу словенским народима, а по пореклу је словенско и/или грчко. Настало је од имена Андрија или Андреј.

## Популарност
У Србији је ово име од 2003. до 2005. било на 39. месту по популарности. У Словенији је 2007. ово име било на 686. месту.